# Nyugati Államok Egyeteme
A Nyugati Államok Egyeteme egészségtudományi magánintézmény az Amerikai Egyesült Államok Oregon államának Portland városában.

## Története
A John és Eva Marsh által 1904-ben alapított Marsh Intézet 1967-ben felvette a Nyugati Államok Kiropraktőri Főiskolája nevet. 1973-ban székhelye Portland északi részére került át, jelenlegi nevét pedig 2010-ben vette fel. Az új oktatási épületet 2001-ben, a Daily Journal of Commerce TopProjects versenyének első helyét elnyerő anatómiai laboratóriumot pedig 2011-ben adták át.
A Covid19-pandémia miatt az intézmény 2–5 millió dolláros támogatást kapott, amit állításuk szerint a munkahelyek megőrzésére fordítanak.

## Oktatás
A négyéves kiropraktőri szak a világ második legrégebbi ilyen képzése, emellett pedig sportorvosi, dietetikusi és edzéstudományi tanfolyamok is indulnak, valamint radiológiai képdiagnosztikai rezidensi mesterképzés is folyik. A hallgatók biológiai alapszakos diplomát is szerezhetnek.
Az egészséges életmódra, testedzésre és kognitív képességekre fókuszáló életmódközpontot 2015-ben adták át.

### Akkreditáció
Az intézmény rendelkezik az Északnyugati Főiskolák és Egyetemek Szövetségének akkreditációjával. A csontkovácsolási képzést a Kiropraktőri Oktatási Tanács, a masszázsterápiást pedig a Masszázsterápia-akkreditációs Bizottság akkreditálta.

## Fordítás
- Ez a szócikk részben vagy egészben  az   University of Western States című angol Wikipédia-szócikk ezen változatának fordításán alapul.  Az eredeti cikk szerkesztőit annak laptörténete sorolja fel. Ez a jelzés csupán a megfogalmazás eredetét és a szerzői jogokat jelzi, nem szolgál a cikkben szereplő információk forrásmegjelöléseként.